# موتور عبدل نارويي
موتور عبدل نارويي (بالإنجليزية: Mowtowr-e Abdal Naruyi)‏ هي منطقة سكنية تقع في سيستان وبلوتشستان في إيران. يقدر عدد سكانها بـ 111 نسمة .